# Škofija Saint-Jean-Longueuil
Škofija Saint-Jean-Longueuil je rimskokatoliška škofija s sedežem v Longueuilu (Kanada).

## Geografija
Škofija zajame področje 2.073 km² s  prebivalci, od katerih je  rimokatoličanov ( % vsega prebivalstva).
Škofija se nadalje deli na  župnij.

## Škofje
- Bernard Hubert (27. februar 1982-2. februar 1996)
- Jacques Berthelet (27. december 1996-danes)